# Aeschynomeneae
Aeschynomeneae  (лат.) — триба цветковых растений, относящаяся к подсемейству Мотыльковые (Faboideae) семейства Бобовые (Fabaceae).
Возможно ещё в древности триба отделилась от трибы Robinieae, или произошла от их общего предка, близкого к каким-либо из палеомилеттиевых.
В 1981 году Рудд предложила систематику трибы, основанную на переработанной системе Буркарта. Ею выделялось 5 подтриб, представленные близкими, но при этом самостоятельно эволюционирующими линиями.
Немного позже род Diphysa был переведён из трибы Robinieae в подтрибу Ormocarpinae. 
Однако характер особенностей поражения растений рода Diphysa головневыми грибами, указывает на их тяготение к подтрибе Aeschynomeninae. 
Тем не менее род Diphysa занимает весьма изолированное положение в трибе Aeschynomeneae. Растения из Diphysa имеют ряд особенностей: их бобы разделены на две части продольной перегородкой, хромосомное число равно 8, и ряд других отличий. В связи с этим предпочтительнее Diphysa помещать в монотипную подтрибу, находящуюся в тесной близости с подтрибой Ormocarpinae.

## Подтрибы и роды
Триба включает в себя 5 или 6 подтриб и около 26 родов:
Подтриба Ormocarpinae Rudd, 1981
- Ormocarpum P.Beauv. nom. cons. около 20 видов
- Ormocarpopsis R.Vig. (около 5 видов)
- Peltiera A.Rich. (около 5 видов)
- Pictetia DC. (примерно 6 видов)
- Fiebrigiella Harms (один вид)
- Chaetocalyx DC.  (примерно 12 видов)
- Nissolia Jacq. (примерно 13 видов)

Подтриба Diphysinae (Rydb.) Yakovl., comb. nov.
- Diphysa Jacq. (примерно 17 видов)

Подтриба Aeschynomeninae
- Aeschynomene L. — Эшиномена (примерно 150 видов)
- Soemmeringia Mart. (один вид)
- Kotschya Endl. — Кочия (более 30 видов)
- Smithia Ait. nom. cons. (примерно 30 видов)
- Geissaspis Wight et Am. (три вида)
- Bryaspis Duvign. (два вида)
- Humularia Duvign. (примерно 40 видов)
- Cyclocarpa Afz. ex Bak. (один вид)

Подтриба Discolobiinae (Burkart) Rudd, 1981
- Discolobium Benth. (около 8 видов)

Подтриба Poiretiinae (Burkart) Rudd, 1981
- Weberbauerella Ulbrich (два вида)
- Amicia Kunth (семь видов)
- Poiretia Vent., nom. cons. (около 6 видов)
- Zornia J.F.Gmel. (примерно 80 видов)

Подтриба Stylosanthinae (Benth.) Rudd, 1981 [syn.  Stylosantheae (Benth.) Hutch., 1964]
- Arthrocarpum Balf.f. )два вида)
- Pacheeoa Standi, et Steyerm. (один вид)
- Chapmannia Torr. et A.Gray — Чапмения (4 вида)
- Stylosanthes — Swartz (примерно 25 видов)
- Arachis L. — Арахис (около 25—30 видов)

## Значение и применение
Самый известный представитель трибы Arachis hypogaea (земляной орех), культивируется в промышленных масштабах на огромной площади примерно в 20 млн га, и получают плодов в обшей сложности около 19 млн тонн. Семена бобов арахиса находят различное пищевое применение, а ещё используются для получения ценного пищевого жирного масла.
Ежегодно из плодов арахиса получают около 19 млн. тонн различной продукции.
Вид Aeschynomene elaphroxylon (известный как ambatch) имеет легчайшую в мире древесину.
Корни отдельных видов Humularia могут использоваться, некоторыми африканскими народностями, для курения, вместо табака, и оказывают стимулирующее действие.
Ряд видов рода Stylosanthes культивируются для получения корма, а некоторые могут накапливать фосфаты.